# Konstantin Dmitrijewitsch Golubew

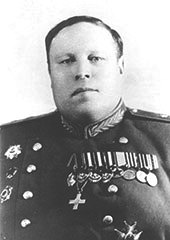
Konstantin Golubew

Konstantin Dmitrijewitsch Golubew (russisch Константин Дмитриевич Голубев; * 27. März 1896 in Petrowsk, Oblast Saratow; † 9. Juni 1956 in Moskau) war ein sowjetischer Generalleutnant (1942) und Armeeführer während des Großen Vaterländischen Krieges.

## Leben
Konstantin Golubew trat während des Ersten Weltkrieges im August 1915 in die kaiserliche-russische Armee ein. Ab März 1916 diente er im 185. Reserve-Regiment diente und wurde Korporal. Im Jahr 1916 absolvierte er in Telawi die Kriegsschule für Unteroffiziere. Nach seinem Abschluss im Juni 1916 diente er als Unteroffizier im 187. Reserve-Regiment. Seit Dezember 1916 nahm er als Kompanieführer des 64. Kasaner-Infanterieregiments (16. Infanteriedivision) im Abschnitt der 11. Armee an den Kämpfen an der Südwestfront teil. Im Juli 1917 wurde Leutnant Golubew während der Kerenski-Offensive verwundet und gefangen genommen. Er kam in ein österreichisches Lazarett, dann in die Kriegsgefangenenlager in Zalaegerszeg, Theresienstadt und Reichenberg. Im Juli 1918 wurde er aus der Gefangenschaft entlassen.

### In der Roten Armee
Sein Beitritt zur Roten Armee erfolgte im September 1918. Während des Russischen Bürgerkrieges besuchte er zunächst den Saratower-Infanterie- und später den Maschinengewehr-Waffenkurs. Seit August 1920 befehligte er das 6. Schützen-Regiment der selbständigen Kadetten-Brigade. Er nahm 1921 an Kämpfen an der Ostfront und an der Operation nach Tiflis teil. Im Juli 1921 kommandierte er die Kadetten-Brigade in der Separaten Kaukasischen Armee und im Februar 1922 die 2. Moskauer Kadetten-Brigade bei der roten 11. Armee. Seit Juli 1923 war er Adjutant des Chefs der Bezirksabteilung der militärischen Bildungseinrichtungen und Assistent des Inspektors der Hochschuleinrichtungen der Kaukasischen Armee. 1926 absolvierte er die Frunse-Militärakademie in Moskau. Ab Juni 1926 war er Kommandeur (ab April 1927 Kommissar) des 23. Schützen-Regiments der 8. Minsker-Schützen-Division des Militärbezirks Belorus. Seit Januar 1928 war er Stabschef der 29. Schützen-Division und seit Juni 1929 Chef der Aschenbrenner-Infanterieschule in Moskau. Gleichzeitig absolvierte er einen dreimonatigen Fortbildungskurs für höhere Kommandeure an der Frunse-Militärakademie. Ab Februar 1933 war er Kommandeur (ab August 1935 gleichzeitig Militärkommissar) der 22. Schützen-Division des Militärbezirks Nordkaukasus und wurde am 26. November 1935 zum Brigadekommandeur befördert. Seit März 1936 war er Leiter der 2. Sektion der Direktion für die Kampfausbildung der Roten Armee. Am 22. Februar 1938 wurde er zum Divisionskommandeur ernannt. Im Oktober 1938 wurde er zum Studium an die Akademie des Generalstabs nach Moskau geschickt und ab Februar 1939 arbeitete er als Dozent und anschließend als Gruppenleiter der Abteilung für militärische Operationen an der Frunse-Militärakademie, wo er 1939 zum Professor aufstieg. Er wurde im Frühjahr als Kandidat der Militärwissenschaften ausgewählt und am 4. Juni 1940 zum Generalmajor befördert.

### Im Zweiten Weltkrieg
Am 18. März 1941 wurde er Kommandeur der 10. Armee des Besonderen westlichen Militärbezirks ernannt. Zu Beginn des Deutsch-Sowjetischen Krieges kämpfte die 10. Armee während der Kesselschlacht von Bialystok im Raum Grodno. Nach einem erfolglosen Gegenangriff der mechanischen Kavalleriegruppe I. W. Boldin wurde die 10. Armee am 27. Juni durch die deutsche Panzergruppe 3 eingekesselt. Beim Ausbruch aus der Umzingelung am 30. Juni geriet die Kolonne des Hauptquartiers unter deutsches Feuer und wurde zerschlagen. Golubew und mehrere hochrangige Kommandeure, darunter der spätere Marschall G. I. Kulik entkamen zu einer Grenzer-Schützendivision, die durchbrechen konnte. Als Teil dieser kleinen Abteilung konnte Golubew am 19. Juli aus dem Kessel in die Verteidigungszone der 21. Armee am Dnjepr entkommen. Am 26. Juli wurde Golubew zum Kommandeur der 13. Armee der Zentralfront ernannt, die zu dieser Zeit an der Kesselschlacht bei Smolensk teilnahm. Am 25. August wurde er aus seiner Position entfernt und zum Volksverteidigungskommissar der UdSSR abberufen. Am 29. Oktober 1941 übernahm K. D. Golubew das Kommando über die 43. Armee, die ab 10. Oktober 1942 – bei der Kalininfront und ab 10. Oktober 1943 bei der 1. Baltischen Front nach Westen operierte.
Unter der Führung von Golubew nahm die 43. Armee an der Gegenoffensive der Schlacht um Moskau und im Frühjahr 1942 an der Rschew-Wjasmaer Operation sowie im Sommer 1943 an der Smolensker Operation teil. Am 13. Juni 1942 war er zum Generalleutnant ernannt worden. Im Frühjahr 1944 wurde Golubew bei den Kämpfen in der Nähe von Witebsk schwer verwundet und stand, nachdem er von Mai bis Oktober kuriert worden war, dem Oberkommando zur Verfügung. Von Oktober 1944 bis Kriegsende war Golubew der erste stellvertretende Kommissar des Rates der Volkskommissare für die Rückführung entführter Sowjetbürgern aus Deutschland.
In den Memoiren des Marschalls der Sowjetunion A. I. Jeremenko wurde Golubew als „feiger Mann“ beschrieben: „Sein Quartier lag 25–30 km von der Front entfernt, ein befestigter Ort mit einer Fläche von 1–2 Hektar, der von doppelreihigen Stacheldraht umgeben war. In der Mitte befand sich sein fünfwandiger Bunker, einem alten Bojarenturm ähnlich. Dieses Quartier verfügte über vier modern eingerichtete Räume und einen Keller mit zwei Räumen, so dass genügend Platz für Adjutanten und für die Bediensteten vorhanden war. Außerdem wurde ein weiteres Haus für Verbindungsoffiziere, Pfleger, Küchen und Sicherheitskräfte gebaut. Der Keller und der zuführende Korridor waren besser ausgestattet als die Moskauer U-Bahn. Es war dort extra eine kleine Räucheranlage gebaut worden, den Golubew liebte geräuchertes Fleisch: Würstchen, Schinken und vor allem Fisch werden für ihn gehortet, er selbst verstand das Handwerk des Räucherns gut.“

### Nachkriegszeit
Nach dem Krieg bis 1949 verblieb er Kommissar des Rates der Volkskommissare (im Februar 1949 wurde seine Position in Erster Stellvertretender bevollmächtigter Ministerrat unbenannt). Seit August 1949 war er Dozent an der Höheren Woroschilow-Militärakademie. Im Januar 1953 wurde er abberufen, zwei Jahre später, im März 1955 wurde er erneut als Kader der Sowjetarmee reaktiviert und zum wissenschaftlichen Sekretär des Akademischen Rates der Woroschilow-Militärakademie ernannt. Konstantin Golubew starb am 9. Juni 1956 in Moskau und wurde auf dem Nowodewitschi-Friedhof beigesetzt.
Auszeichnungen
- Leninorden (21. Februar 1945)
- Rotbannerorden (22. Februar 1938, 11. März 1944, 1949)
- Kutusoworden 1. Klasse (22. September 1943)